# Isaak Satanow
Isaak Moses Satanow (geboren 1732 in Satanow, Podolien, heute Sataniw, Oblast Chmelnyzkyj; gestorben 25. Dezember 1805 in Berlin) war ein hebräischer Dichter, philosophischer Schriftsteller und Gelehrter; er gehörte zum Kreis Mendelssohns. Satanow war der erste Direktor der Orientalischen Buchdruckerey in Berlin, in der er auch eigene Werke herausbrachte.
Satanow diente Lessing als Vorlage für die Figur des Schach spielenden Derwischs in Nathan dem Weisen.

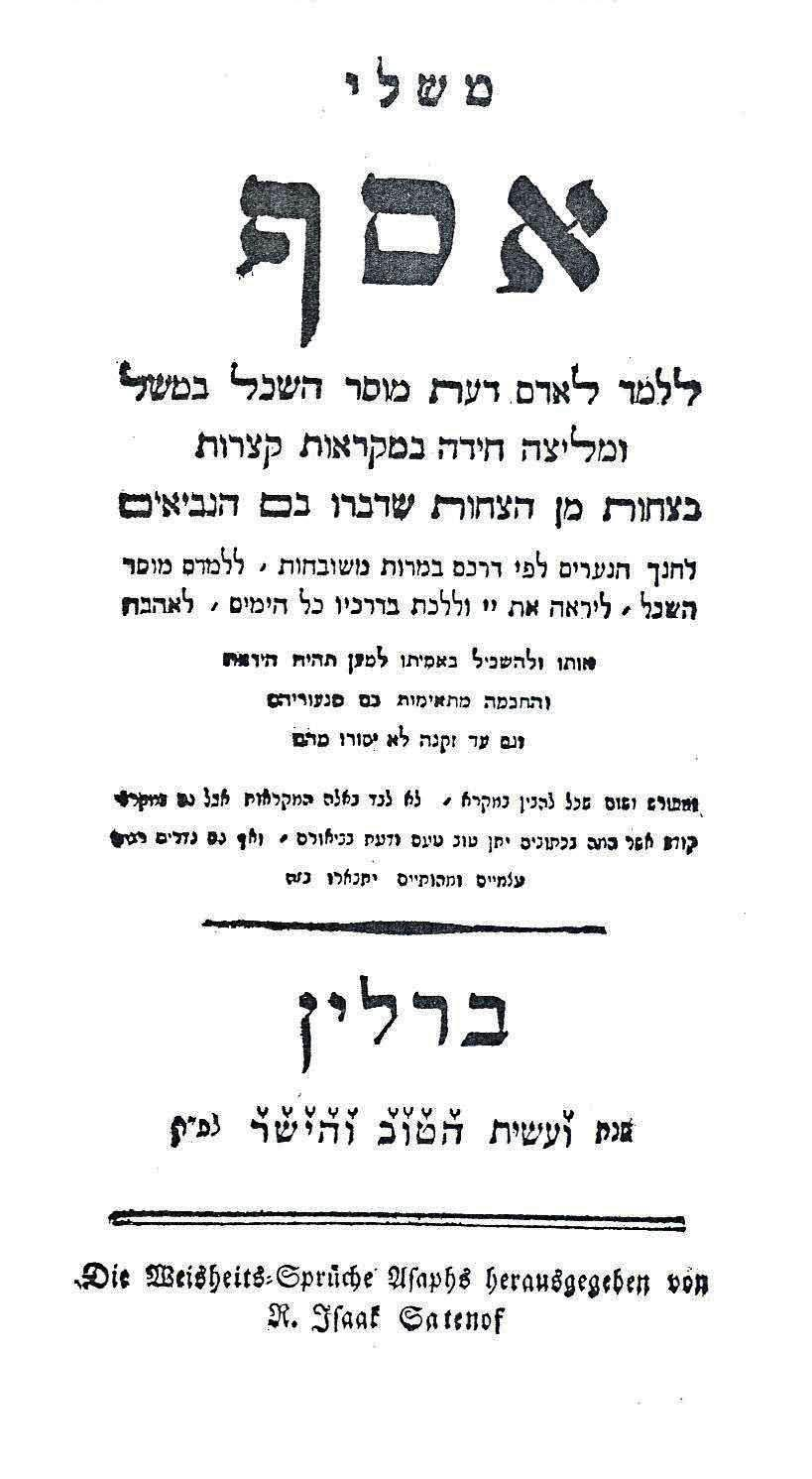
Titelkupfer Mischle Asaf, Berlin 1789

## Schriften (Auswahl)
- Safa ahat (Eine Sprache). Berlin 1783
- Imrej bina (Worte der Einsicht). Berlin 1784
- Sefer ha-midot (Buch der Ethik). Berlin 1784 (Digitalisat)
- Sefat emet (Sprache der Wahrheit). Berlin 1787
- Devarim ahadim (Einige Worte). Berlin 1787
- Mischle Asaf (Spruchweisheiten). Berlin 1788 ff.